# Tytus, Romek i A’Tomek wśród złodziei marzeń
Tytus, Romek i A’Tomek wśród złodziei marzeń – polski pełnometrażowy film animowany. Występują w nim postacie stworzone przez Papcia Chmiela (z wyjątkiem jego samego) ale scenariusz filmu nie pokrywa się z treścią żadnego z wydań jego komiksu. Ścieżka dźwiękowa filmu została zarejestrowana w systemie dolby digital umożliwiającym emisję kinową, a utwory znalazły się na albumie Tytus, Romek i A’Tomek wśród złodziei marzeń.

## Obsada (dubbing)
- Marek Kondrat – Tytus
- Wojciech Malajkat – Romek
- Piotr Gąsowski – A’Tomek
- Andrzej Chyra – Saligia
- Dorota Stalińska – Wielka Próchnica
- Artur Barciś – Oliviero
- Anna Apostolakis-Gluzińska – kaczuszka
- Gustaw Holoubek – pomnik Kopernika
- Paweł Szczesny – profesor T’Alent
- Jarosław Domin – Helikopterek
- Jan Aleksandrowicz – główny złodziej
- Jacek Czyż – nauczyciel
- Olga Bończyk – dziewczynka
- Brygida Turowska – komputer Saligii
- Aleksandra Koncewicz – gruba książka

## Fabuła
Na planecie Transformacja książę Saligia skupuje marzenia i przerabia je na reklamy. Pragnie odebrać Tytusowi marzenie o staniu się człowiekiem. Wykorzystując wirus otumanicy-reklamicy zwabia go na swoją planetę. Nieoczekiwanie zamiast Tytusa, marzeń pozbywają się Romek i A'Tomek, a Tytus z pomocą dziewczynki i mieszkańców Królestwa Grubej Książki udaje się po skradzione marzenia. Marzenia przyjaciół i mieszkańców planety zostają uwolnione, a Tytus przekonuje się, że marzeń się nie da zastąpić dobrami materialnymi.

## Pojazd głównych bohaterów
Podobnie, jak w większości swoich historii komiksowych, główni bohaterowie otrzymali od profesora T'Alenta przydatny pojazd. Tym razem był to tramwajolot, powstały po syntezie tramwaju Konstal 13N nr warszawski 711 i kubełka KFC. Wagon 13N #711 istniał naprawdę – został przyjęty na stan Tramwajów Warszawskich (wtedy MZK Warszawa) 7 grudnia 1968 roku i skreślony zeń 12 lutego 1993 roku.

## Nagrody
- Poznańskie Srebrne Koziołki[1] na Międzynarodowym Festiwalu Filmów Młodego Widza Ale Kino!, Poznań 2002

## Ciekawostki
- Jak na ironię, film ma na celu odstraszanie dzieci i dorosłych od użależnienia się od reklam, choć 16 lat po jego premierze, powstała kampania reklamowa Media markt, w której wystąpili Tytus Romek i A'Tomek.
- Zakupoholizm jest bardzo podobny do otumanicy-reklamicy z filmu, główna różnica polega jednak na tym że zakupoholizm w przeciwieństwie do reklamicy, nie jest zaraźliwy.
- Choć Tramwajolot jest połączony z KFC, w filmie nigdy nie jest to powiedziane bezpośrednio.